# Inglês velho

Escudo de Irlanda

«Inglês velho» (em irlandês, Seanghaill; em inglês, Old English) é um apelido aplicado retrospectivamente aos descendentes dos colonos que chegaram à Irlanda a partir de Gales, Normandia e Inglaterra após a conquista normanda que teve lugar na ilha da Irlanda no século XII.
O apodo foi criado no final do século XVI, e foi usado para designar àquela parte da comunidade de invasores que vivia no coração da Irlanda governada por ingleses chamada «A Empalizada».
Muitos dos «Ingleses velhos» chegaram a assimilar à sociedade irlandesa através dos séculos e seus nobres foram a classe dirigente com maior efetividade até o século XVI. No entanto, foram despossuídos de todos os conflitos políticos e religiosos durante os séculos XVI e XVII, em grande parte devido a sua continuada aderência à religião católica. Os chamados «Ingleses novos», colonos protestantes em grande parte, substituíram aos «Ingleses velhos» como grupo  dirigente e terratenente da ilha durante o 1700.

## O «Inglês velho» na história de Irlanda
- Na Irlanda medieval

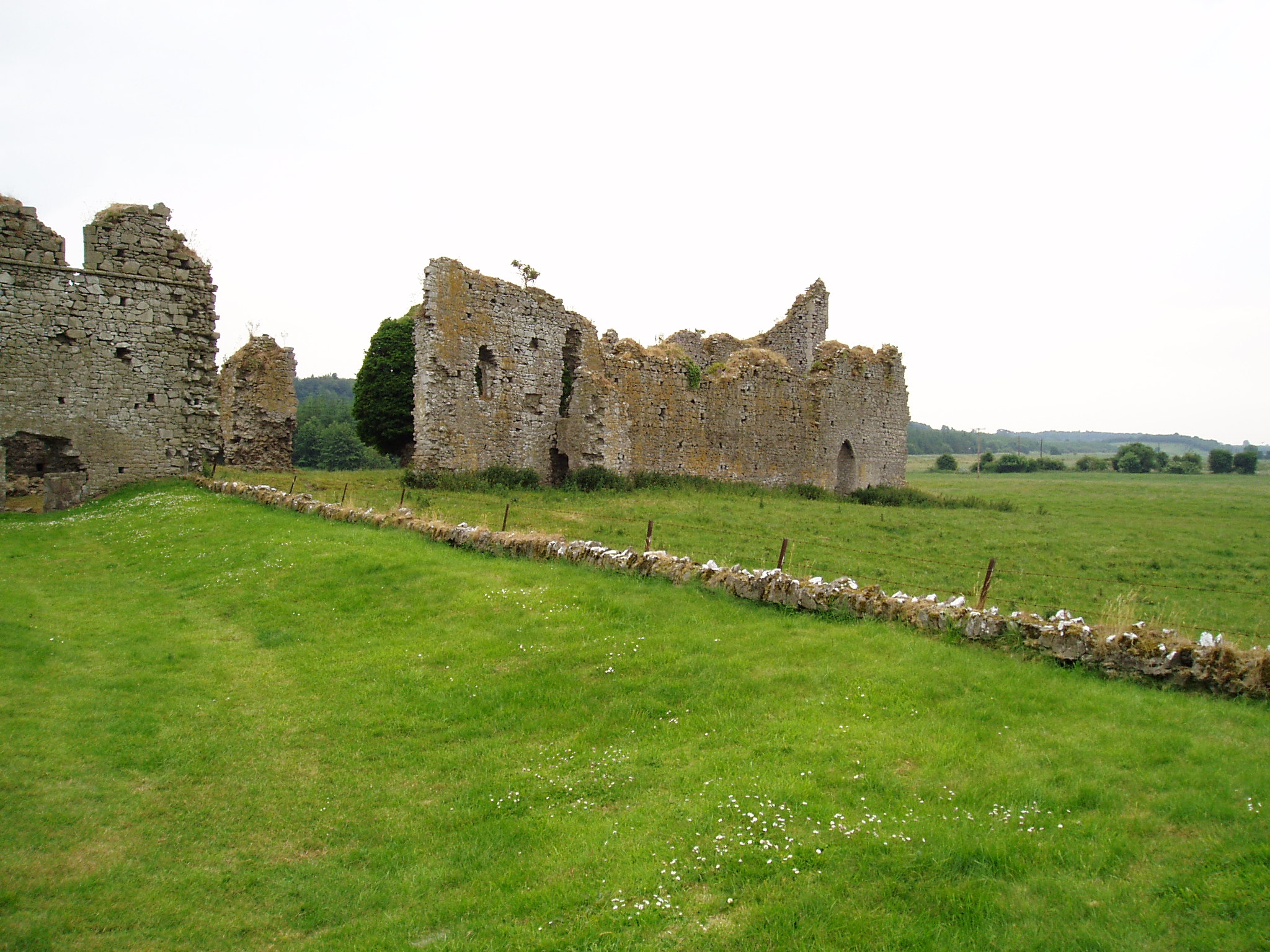
Ruínas da abadia Ballyboggan em Meath.

«Inglês velho» era o termo que costumava se aplicar desde 1580 àqueles irlandeses descendentes do lado patrilineal procedentes de uma onda de normandos, franceses, galeses, ingleses, bretões e colonos flamengos medievais que chegaram a Irlanda reclamando territórios e terras na esteira da invasão que levaram a cabo sobre Irlanda em 1169, e que durou até 1172. Os governantes normando-ingleses de Londres esperavam que os «Ingleses velhos» promovessem as normas inglesas na ilha, através do uso da língua inglesa, da lei, do comércio, de um sistema monetário, dos costumes sociais e dos métodos de cultivo ingleses. A realização deste objetivo avançou notavelmente na zona da empalizada, e também nos povos amuralhados conhecidos em inglês como «Townlands».
A comunidade dos Ingleses velhos não chegou a ser nunca monolítica. Em algumas zonas, especialmente na empalizada, ao redor de Dublim, ao sul do condado de Wexford, Kilkenny, Limerick e Cork, o termo usava-se para referir-se a comunidades relativamente urbanizadas, que falavam a língua inglesa (ainda que em ocasiões em dialectos locais arcaicos como o Yola), usavam a lei inglesa e viviam de maneira similar que em Inglaterra. No entanto, em boa parte do resto de Irlanda, o termo referia-se a uma seleta capa de terratenentes e nobres, que governavam sobre os arrendatários e proprietários de terras gaélicos.
Nas províncias, os «Ingleses velhos» (conhecidos em gaélico como Gaill, 'Forasteros'), eram em ocasiões indistinguibles dos lordes e terratenentes gaélicos dos arredores. Algumas dinastias como a Fitzgeralds, a dinastía dos Butlers e a dos Burkes adoptaram a língua nativa, o sistema legal e outros costumes como, a alavancagem da exogamia com os irlandeses, e o patrocínio da poesia e a música irlandesa. A tais gentes, conhecia-se-lhes como «mais irlandeses que os mesmos irlandeses» (se veja também Irlanda Normanda). O nome mais exato para denominar a esta comunidade através de finais do período normando era Hiberno-normando, nomeie o qual captura a distintiva mistura cultural que esta comunidade criou e operou.
Numa tentativa de paralisar a gaelização da comunidade de «Ingleses velhos», o Parlamento inglês ratificou os estatutos de Kilkenny em 1367, os quais entre outras coisas, proibiam a exogamia, o uso da língua irlandesa, o uso de vestimentas irlandesas e a proibição de que os nativos vivessem nas cidades amuralhadas.
Na Irlanda medieval, não existia divisão religiosa para além do requerimento de que os prelados nascidos em Inglaterra, dirigissem a igreja irlandesa. No entanto, após 1530, a maioria dos habitantes anteriores ao século XVI, continuaram com sua lealdade à Igreja Católica, inclusive após reforma Protestante de Inglaterra.
- A crise dos séculos XVI e XVII

Em contraste, a onda de colonos de «Ingleses novos» que chegaram à ilha da época isabelina em adiante (durante a reconquista Tudor da Irlanda), mantiveram sua identidade inglesa, sua religião, seus costumes sociais, religiosas e suas tradições culturais, que a diferença dos normandos e os Ingleses velhos, se mantiveram diferentes e separadas do resto do país. Os novos colonos sentiam-se anglicanos e de religião protestante e viam à ilha como a um país que precisava se civilizar e converter à religião protestante. O poeta Edmund Spenser foi um dos defensores deste ponto de vista. Spenser argumentou que (Vista do estado presente de Irlanda, 1595) a falha da completa conquista de Irlanda, tinha deixado às gerações prévias de colonos ingleses corromper pela cultura dos nativos irlandeses. Para os Ingleses novos, muitos dos «Ingleses velhos» eram «degenerados», que tinham adotado os costumes irlandeses e se fixaram à religião católica. O filósofo Edward Said tem debatido que a demonização que fizeram os «Ingleses novos» aos «Ingleses velhos», os tratando como a outros bárbaros e a construção de sua própria identidade como gente «civilizada», antecipou os posteriores estereótipos de colonialismo e orientalismo sobre as gentes não-europeias que adquiriram sistema monetário no século XIX. No entanto, na paliçada, a maioria da comunidade de Ingleses velhos, especialmente na empalizada, continuaram crendo-se os «ingleses de Irlanda».
Por motivos de seu dissidência religiosa, excluiu-se-lhes do governo durante o curso do século XVI, alienados por parte do estado e, finalmente, se lhes dividiu numa corrente de identidade comum com os irlandeses católicos. A primeira confrontação entre os Ingleses velhos e o governo inglês, chegou com a crise do imposto (cess), desde 1556 até 1583. Durante este período, a comunidade da Empalizada resistiu pagando ao exército inglês assentado na ilha para que paliassen uma corrente de revoltas que finalizou com as Rebeliões de Desmond (1569–1573 e 1579–1583). Nesses dias se cunhou o termo «Inglês velho» ao enfatizar a comunidade da Empalizada sua identidade inglesa e sua lealdade à coroa, enquanto ao mesmo tempo recusavam cooperar com os desejos do Senhor Tenente de Irlanda inglês. Originalmente, o conflito era uma causa civil, os empalizados recusaram pagar novas taxas que não tivessem sido aprovadas por eles no Parlamento de Irlanda. No entanto, a disputa também se tornou de dimensão religiosa, especialmente após 1571, quando a rainha Isabel I foi excomulgada pelo Papa. Rebeldes como James Fitzmaurice Fitzgerald (da dinastía hiberno-normanda Desmond) representaram sua rebelião como uma guerra santa e receberam dinheiro e tropas pelo Papado. Na Segunda rebelião de Desmond (1579–1583) um «empalizado» Lord proeminente, James Eustace, visconde de Baltinglass, uniu-se aos rebeldes por razões religiosas. Dantes de que terminasse a rebelião, uns centos de «Ingleses velhos» empalizados foram pendurados, tanto por rebeldia como por ser suspeitos de rebelião devido a sua religião. Este episódio marcou uma importante deterioração entre os «empalizados» e o governo inglês e entre os «velhos» e os «Ingleses novos».
No entanto, na posterior Guerra dos Nove Anos (1594–1603), a Empalizada e as cidades dos «Ingleses velhos» permaneceram leais à Coroa inglesa em decorrência de uma rebelião que se inspirou no catolicismo. A reordenação do governo inglês na ilha ao longo das «Linhas protestantes» a começos do século XVII, foi a causa que eventualmente ajustou os laços entre os «Ingleses velhos» com Inglaterra, primeiramente em 1609, se expulsou aos católicos do serviço na administração pública. Em 1613, mudou-se a constituição do Parlamento irlandês de modo que os «Ingleses novos protestantes» fossem maioria nele. E em terceiro lugar, a princípios do século XVII, o estado confiscou as terras da classe terratenente (veja-se Colonizações de Irlanda). A resposta política da «Comunidade Velha» consistia em apelar diretamente ao rei de Inglaterra, primeiro a Jaime I e posteriormente a Carlos I, reclamando-lhes uma série de reformas que incluíam a tolerância religiosa e igualdade civil aos católicos a mudança do elevado imposto que pagavam.
No entanto, em 1620 e 1630, os nativos lembraram em várias ocasiões pagar impostos elevados só a mudança de que o monarca lhes concedesse algumas concessões. Alguns escritores sobre Ingleses velhos como Geoffrey Keating mantinham um debate por então em Foras Feasa ar Éirinn, que postulaba que a autêntica identidade dos Ingleses velhos era católica e irlandesa, mais que inglesa.
- Expulsão e derrota

Em 1641, grande parte da comunidade de «Ingleses velhos» decidiu romper com seu passado como sujeitos leais e se uniram à rebelião do 1641. São muitos os fatores que influenciaram aos «Ingleses velhos» decidir unir à revolta; por temor aos rebeldes e temor às represálias que o governo tivesse com o catolicismo. No entanto, a razão principal em longo prazo, consistia no desejo de reverter as Políticas anticatólicas que tinham sido perseguidas pelas autoridades inglesas durante os prévios quarenta anos na ilha. De todos modos, apesar de sua formação em Governo irlandês com a formação denominada como Irlanda confederada, a identidade dos «Ingleses velhos» seguia sendo uma importante divisão entre a comunidade de irlandeses católicos. Durante as Guerras confederadas irlandesas (1641–1653), os Ingleses velhos foram com frequência acusados pelos irlandeses de estar demasiado preparados para assinar um tratado com Carlos I a expensas dos interesses dos terratenentes irlandeses e da religião católica. A seguinte Conquista de Irlanda por Cromwell (1649–1653), viveu a última derrota da causa católica e a expulsão dos Ingleses velhos da nobreza. Esta causa se reavivou por pouco tempo na Guerra Wiliamita de Irlanda (1689–1691), em 1700, os descendentes protestantes dos «Ingleses novos» tinham-se convertido na classe dominante do país.
No curso do século XVIII, ao estar a ilha mais anglificada dissolveu-se a distinção entre Ingleses velhos e Irlandeses católicos e definiram-se divisões sociais em contexto das Leis penais quase exclusivamente em termos sectarios católicos e protestantes mais que étnicos.

## Identidade coletiva dos «Ingleses velhos»
Os historiadores discrepam sobre como denominar à comunidade de Ingleses velhos em determinados momentos de sua existência e como definir o sentido coletivo desta comunidade.
O historiador irlandês Edward MacLysaght faz sua própria distinção no livro Surnames of Ireland (Sobrenomes da Irlanda) entre sobrenomes hiberno-normandos e anglo-normandos. Soma a diferença fundamental entre «Ingleses rebeldes da Rainha» e «Vassalos leais». As esposas de Desmond ou dos Burkes de Connacht, não podiam ser precisamente denominadas «Inglesas velhas» ao não ser este seu mundo político nem cultural. Por outro lado aos duques de Ormond, também não podia-se-lhes chamar com precisão Hiberno-normandos em suas perspectivas políticas e alianças, especialmente depois de ter-se casado dentro da Família Real Inglesa. Alguns historiadores referem-se agora a estes como aos cambro-normandos, Seán Duffy do Trinity College, usa esse termo dantes que o equívoco «anglo-normando» (a maioria dos normandos chegaram desde Gales e não de Inglaterra), mas após muitos séculos em Irlanda e só um século em Gales ou Inglaterra, parece bastante estranho que sua história completa desde 1169 seja agora conhecida pela expressão «Ingleses velhos», a qual chegou no final do século XVI.